# سیارک ۱۸۸۱۸
سیارک ۱۸۸۱۸ (به انگلیسی: 18818 Yasuhiko، نامگذاری:1999MB2) هجده هزار و هشتصد و هجدهمین سیارک کشف شده‌است که در ۲۱ ژوئن ۱۹۹۹ کشف شد.
قدر مطلق سیارک برابر ۲۲.۴ است.